# John E. Nelson (Politiker, 1874)

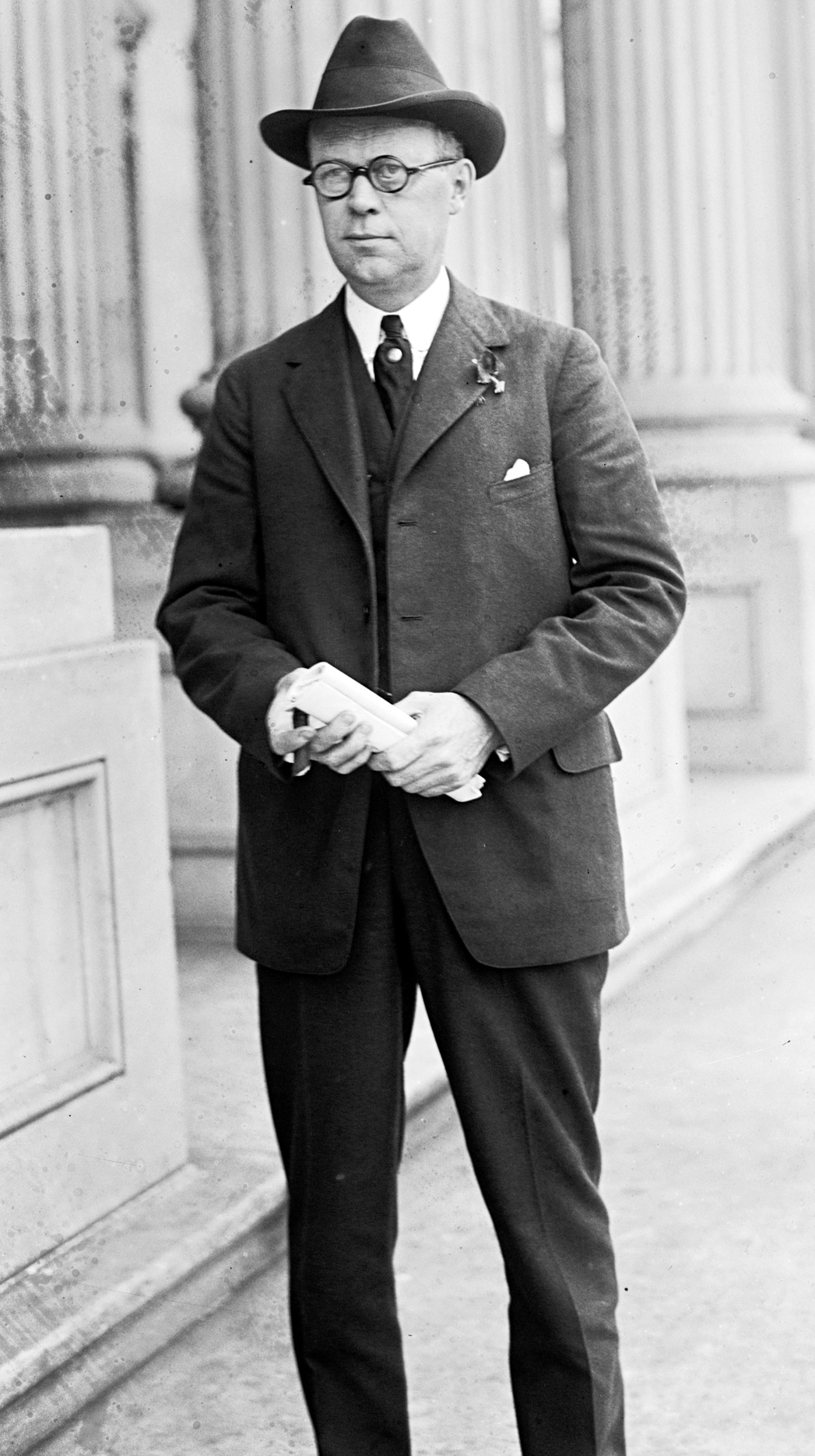
John E. Nelson (1922)

John Edward Nelson (* 12. Juli 1874 in China, Kennebec County, Maine; † 11. April 1955 in Augusta, Maine) war ein US-amerikanischer Politiker. Zwischen 1922 und 1933 vertrat er den Bundesstaat Maine im US-Repräsentantenhaus.

## Werdegang
John Nelson besuchte die öffentlichen Schulen einschließlich der High School in Waterville. Anschließend absolvierte er bis 1894 die Friends School in Providence (Rhode Island). Bis 1898 studierte er wieder in Waterville am dortigen Colby College. Nach einem anschließenden Jurastudium an der University of Maine und seiner im Jahr 1904 erfolgten Zulassung als Rechtsanwalt begann er in Waterville in seinem neuen Beruf zu praktizieren. Im Jahr 1913 verlegte er seinen Wohnsitz und seine Anwaltskanzlei nach Augusta.
Politisch war Nelson Mitglied der Republikanischen Partei. Nach dem Rücktritt des Kongressabgeordneten John A. Peters wurde er bei der fälligen Nachwahl im dritten Wahlbezirk von Maine als dessen Nachfolger in das US-Repräsentantenhaus in Washington, D.C. gewählt. Dort trat er am 20. März 1922 sein neues Mandat an. Nachdem er bei den fünf folgenden regulären Kongresswahlen jeweils bestätigt wurde, konnte er bis zum 3. März 1933 im Kongress verbleiben. Seit Ende 1929 war seine Amtszeit von den Ereignissen der Weltwirtschaftskrise überschattet. Am Ende seiner Zeit im Kongress wurde der 20. Verfassungszusatz ratifiziert, der den Beginn der Amtszeiten des Kongresses und des Präsidenten neu regelte.
In den folgenden Jahren bis 1946 arbeitete Nelson wieder als Anwalt. Dann zog er sich in den Ruhestand zurück. Zwischenzeitlich war er Kurator des Colby College und der Monmouth Academy. John Nelson starb am 11. April 1955 in Augusta und wurde in Waterville beigesetzt. Sein Sohn Charles (1907–1962) saß zwischen 1949 und 1957 ebenfalls für den Staat Maine im US-Repräsentantenhaus.